# Номерні знаки Північно-Західних територій

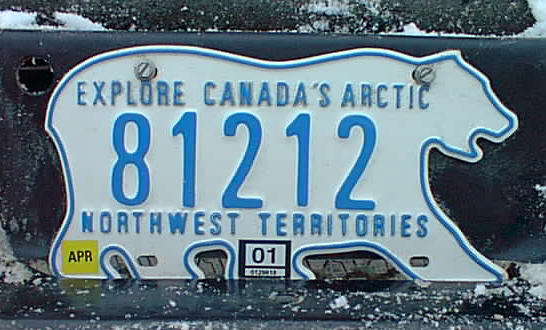
Номерні знаки Північно-західних територій

Номерні знаки Північно-Західних територій видаються Департаментом Транспорту (DOT). Північно-Західні території вимагають розміщення лише заднього номерного знаку на автомобілі.
Регулярні номерні знаки Північно-Західних територій мають формат 123456. Кодування здійснюється за типом транспортного засобу шляхом додавання відповідних суфіксів. Чинні бланки номерних знаків мають традиційну з 1970 року форму силуету полярного ведмедя. З 2011 року застосовується фонове зображення полярного краєвиду. В нижньому рядку розташовується назва території, в верхньому рядку — гасло «Spectacular». На табличці розташовуються наліпки про сплату щорічних мит.

## Інші формати регулярних номерних знаків
- Номерні знаки для мотоциклів мають формат 12345 та лінійні розміри 4х7 дюймів;
- Номерні знаки для комерційного транспорту мають формат С12345.
- Номерні знаки для причепів мають формат Т12345;
- Номерні знаки для вантажних комерційних перевезень за межі території (APPORTIONED) відсутні через те, що Північно-Західні території не входять до Міжнародного Реєстраційного Плану (IRP).

## Номерні знаки «особливого інтересу»
До опціонних номерних знаків «особливого інтересу» можна віднести:
- Номерні знаки для ветеранів військової служби. Червоні на білому тлі, формату VET123
- Номерні знаки Радіолюбителів формату VE8 АБ. VE8 — символ Північно-Західних територій в радіопозивному.